# Азербайджано-американские отношения
Азербайджано-американские отношения — двусторонние отношения между США и Азербайджаном в политической, экономической и иных сферах.

## История

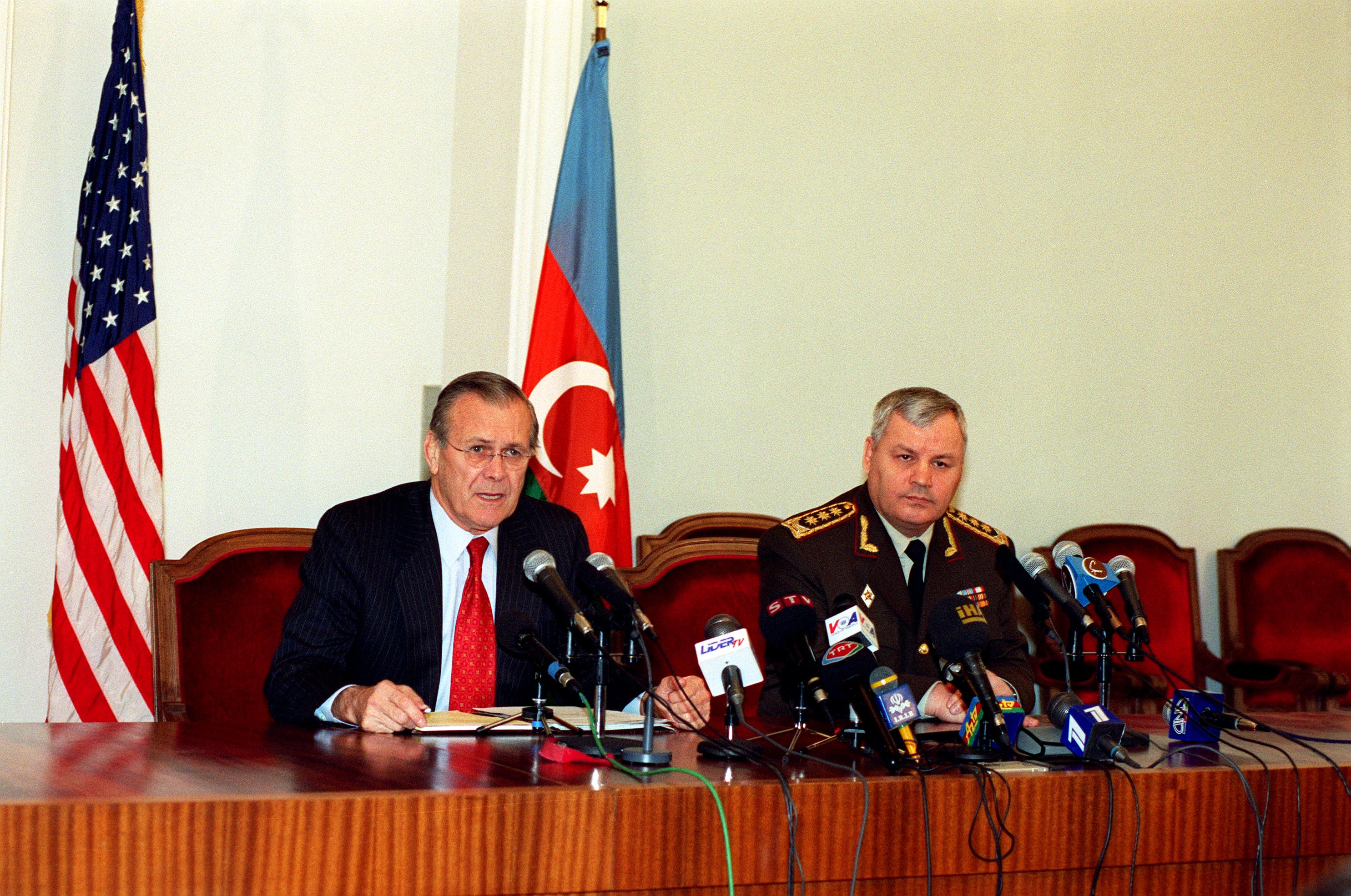
Дональд Рамсфелд на встрече с министром обороны Азербайджана Сафаром Абиевым в 2001 году.

История взаимоотношений между двумя странами уходит в XIX столетие. Еще в 70-80 годы XIX века, в период, когда зарождалась и формировалась нефтяная промышленность в Баку, был проявлен интерес к азербайджанской нефти со стороны крупных американских компаний.
Торговля нефтепродуктами в тот период на российском рынке  была полностью под контролем компании "Standard оil", принадлежавшей американскому предпринимателю Рокфеллеру. Рокфеллер, постепенно вытесняемый с российского рынка под давлением Нобеля, направил в Баку своего представителя с целью переговоров с английскими и другими европейскими компаниями, которые занимали здесь сильные позиции.
Относительная в то время слабость США и противоречия между европейскими государствами и США не дали возможности надолго закрепиться в Баку.  Прочная позиция, которую занимала Великобритания в Азербайджане в те годы, а также антиамериканские противоречия помешали активному присутствию США в Азербайджане.

### Азербайджано-американские отношения в период АДР (1918 - 1920)
Первая попытка установить дипломатические отношения между  Азербайджаном и США была предпринята в Париже 28 мая 1919 года после упразднения Российской Империи и провозглашения Азербайджанской Демократической Республики.
Делегация под руководством Председателя Парламента Азербайджана A.M. Топчибашева встретилась с президентом США Вудро Вильсоном. На этой встрече Вудро Вильсону был представлен официальный меморандум о признании независимого азербайджанского государства, его принятии в Лигу Наций, создании дипломатических отношений с США.
В ноябре 1919 года в Тифлисе при посредничестве руководителя Кавказской миссии США было подписано соглашение о решении всех конфликтных вопросов мирным путем, посредством переговоров между представителями Азербайджана и Армении.
После вхождения Азербайджана в состав СССР отношения между двумя странами прервались, и до распада СССР никаких официальных отношений не было.

### Азербайджано-американские отношения в период независимости (с 1991)
США одними из первых признали независимость Азербайджана после принятия в Азербайджане Конституционного акта о независимости 18 октября 1991 года. 25 декабря 1991 года США заявили об официальном признании Азербайджанского государства.
12 февраля 1992 года в Баку нанес визит госсекретарь США Джеймс Бейкер для создания официальных отношений между двумя государствами. 17 марта 1992 года США открыли посольство в Азербайджане (Баку). 28 февраля между двумя государствами были установлены официальные дипломатические отношения.
В апреле 1992 года Вашингтон направил в Баку делегацию Конгресса США, возглавляемую председателем комиссии Сената по ОБСБ сенатором Деннисом де Консини. В ноябре 1992 года в Вашингтоне было открыто посольство Азербайджана. 

### "907-я поправка" к "Акту защиты свободы"
В 1992 году под давлением армянского лобби была принята Поправка 907 к «Акту в поддержку свободы» (Freedom Support Act). «Акт в поддержку свободы» был принят для экономической поддержки бывших советских республик. Однако, под давлением армянского лобби в него была включена Поправка 907, гласившая, что помощь США: 
не может быть предоставлена правительству Азербайджана до тех пор, пока Президент не определит и не доложит Конгрессу о том, что правительство Азербайджана предпринимает демонстративные шаги по прекращению всех блокад и прочего наступательного использования силы против Армении и Нагорного Карабаха'. 
По мнению Сванте Корнелла, требование устранения блокады было неправомерным, так как игнорировался тот факт, что Армения сама осуществила эмбарго в отношении Нахичевани, отделенной от основной части Азербайджана, а закрытие границы с Арменией произошло из-за оккупации азербайджанских земель. Более того, полагает Сванте Корнелл, использование термина «блокада» само по себе вводит в заблуждение — Армения имеет тесные экономические связи с Грузией и Ираном, и в данном случае больше подходит термин «эмбарго».
Успех в принятии Поправки, по его же мнению, был достигнут благодаря нескольким факторам: высокий уровень организации и лоббистских возможностей армянской диаспоры, её важность в парламентских и президентских выборах из-за высокой концентрации в ключевых штатах (например, Калифорния), отсутствие четкой политики правительства в отношении Закавказья на тот момент, чем воспользовались армянские лоббисты (в США в это время не было даже посольства Азербайджана).
Томас Де Ваал называет принятие этой поправки «самой аномальной частью внешней политики». Она сильно ограничивала возможности США в отношениях с Азербайджаном, и усложнила работу американских посредников по урегулированию карабахского конфликта. В своем письме главе Палаты Представителей в сентябре 1998 года Мадлен Олбрайт писала: «Поправка 907 вредит национальным интересам США, подрывая их нейтралитет в урегулировании карабахского конфликта, их возможности в поддержке экономических и правовых реформ в Азербайджане, усилия в развитии энергетического транспортного коридора Восток-Запад».

Шведский учёный Сванте Корнелл приводит в своей работе ещё более категоричную оценку роли армянского лобби в карабахском конфликте:

Соединенные Штаты продолжают своё вредное вмешательство в страшный конфликт между Арменией и Азербайджаном. В частности, их участие состоит в увеличении страданий миллиона азербайджанских беженцев и отдалении надежд на урегулирование… США наказывают проигравшую сторону и поощряют захватчика, оккупанта и очевидного победителя в войне. Разве в американских интересах запрещать нормальную гуманитарную помощь маленькой стране, которая хотя и не особенно демократична, но стремится к Западу и важна в обеспечении региональной стабильности и экономических перспектив? Армянская диаспора и её сторонники, возглавляемые бывшим сенатором Робертом Доулом не показывают это. 
Только после 11 сентября 2001 года администрация Буша добилась временной отмены поправки в связи с необходимостью сотрудничества с Азербайджаном в области безопасности.
8 августа 2025 года, после встречи премьер-министра Армении Никола Пашиняна и президента Азербайджана Ильхама Алиева в Вашингтоне, на которой было парафировано мирное соглашение между странами, президент США Дональд Трамп указом приостановил действие поправки.

### Потепление азербайджано-американских отношений с приходом к власти Гейдара Алиева
В начале 1993 года азербайджано-американские отношения были весьма напряженными. В январе 1993 года председатель Верховного Меджлиса Нахичеванской АР Гейдар Алиев  направил послание президенту США Биллу Клинтону, который только приступил к обязанностям президента США. В послании Гейдар Алиев выразил надежду, что его отношение к Азербайджану будет справедливым и благородным, и блокада Нахичевани со стороны Армении будет устранена. Белый Дом незамедлительно отреагировал на послание.
Вслед за этим, 4 февраля 1993 года посол США в Азербайджане Ричард Майлс посетил Нахичевань. На встрече с председателем Верховного Меджлиса Гейдаром Алиевым он представил письмо руководителя программы по гуманитарной помощи Госдепартамента США Ричарда Армитаджа о решении президента оказать неотлагательную гуманитарную помощь Нахичевани. 
Спустя некоторое время, несмотря на 907-ю поправку, американские самолеты, груженые гуманитарным грузом, приземляются в Нахичевани. Эта акция, как первый шаг к смягчению и устранению напряженности между Азербайджаном и США, оказала положительное влияние на будущие отношения двух стран.  В апреле—мае 1993 в Баку и Вашингтоне начали деятельность посольства обеих стран.
В 1994—1996 годах  во внешней политике Азербайджана развитие отношений с Соединенными Штатами было поднято на уровень первоочередных задач.
3 сентября в Баку состоялась встреча Президента Азербайджана Гейдара Алиева с личным представителем президента США, постоянным представителем США в ООН Мадлен Олбрайт, и отношения между двумя странами были всесторонне обсуждены.
США ищет новые пути партнерства с Азербайджаном, оказывает содействие в обеспечение региональной безопасности и стабильности, повышения энергетической безопасности, а также проведению экономических и политических реформ в Азербайджане. Соединенные Штаты поддерживают усилия Азербайджана по мирному урегулированию нагорно-карабахского конфликта, в том числе в качестве сопредседателя Минской группы.

## Дипломатические отношения
Дипломатические отношения между странами были установлены 28 февраля 1992 года. Посольство Азербайджана в США открыто в марте 1992 года. Посольство США в Азербайджане открыто в ноябре 1992 года.
С 9 августа 2005 года действует Генеральное консульство Азербайджана в Лос-Анджелесе.
В парламенте Азербайджана действует рабочая группа по двусторонним отношениям с США. Руководитель группы - Самед Сеидов. С 24 марта 2004 года в Конгрессе США действует двусторонняя рабочая группа.
Между странами подписано 86 документов.

## В области экономики
Между США и Азербайджаном заключены двусторонние соглашения о торговле и инвестициях. Американские компании участвуют в добыче нефти в Азербайджане. Азербайджан был назначен в качестве страны-бенефициара в организации «Всеобщая система преференций», в рамках этой программы ряд азербайджанских продуктов получил право на беспошлинный ввоз в Соединенные Штаты.
С конца 1993 года началось расширение  экономических отношений между двумя государствами.

Контракт века.1994.

10 августа 1994 года вице-президент Азербайджанской Государственной Нефтяной Компании Ильхам Алиев подписал с руководством американской группы компаний Юнайтед БМБ договор, предполагающий совместную разработку и эксплуатацию двух нефтяных месторождений мощностью в несколько сот миллиардов баррелей.  Вслед за этим, нефтяные компании США «Амоко», «Пеннзойл», «Юнокал», «Экссон» были привлечены в нефтяные контракты, названные «Контрактом века».  В «Контракте века» 47% инвестиций принадлежало компаниям США.
В 1995 году между правительствами двух государств было заключено Соглашение «О содействии капитальным вложениям». Кроме того, в 1995 году компания «Пеннзойл» США начала реализацию проекта по утилизации газа на месторождениях Каспийского моря. В результате осуществления этого проекта Азербайджан должен был получить ежегодный доход в размере 90 миллионов долларов США.
Положительное влияние развитию экономического сотрудничества между Азербайджаном и США оказал визит в Баку в октябре 1996 года делегации, возглавляемой официальным представителем президента США Билла Клинтона по энергетическим и торговым связям со странами СНГ Яном Калицким. Ян Калицки отметил, что если эти связи будут и впредь развиваться с такой же интенсивностью, Азербайджан в первой половине 1997 года может стать полноправным членом Всемирной торговой организации.
В декабре 1996 года в Азербайджане состоялось официальное открытие Торговой палаты США в Азербайджане, которое имело огромное значение для регулирования деятельности в Азербайджане американских компаний и объединений, предпринимателей, их координации из единого центра. На 2022 год 250 компаний являются членами Торговой палаты США в Азербайджане.
В декабре 1996 года создан консорциум по эксплуатации азербайджанских месторождений «Дан улдузу» и «Ашрафи». Нефтяные компании США «Amoco» и «Unocal Corporation» с 55,5-процентной долей вошли в консорциум. В области эксплуатации азербайджанских нефтяных месторождений это был первый контракт, где доля американских компаний составляла большинство.
В феврале 1997 года в Вашингтоне состоялась научно-практическая конференция «Азербайджан: от коммерции к демократии, к увеличению производства нефти». В работе конференции приняли участие руководители крупных американских компаний и объединений: Торговой Палаты США, «British Airways», «Occidental», «Exxon», «Chevron», «Booing», «Unocal», а также известные политические и государственные деятели. На конференции обсуждались аспекты экономических и политических связей между двумя государствами.
С 27 июля по 7 августа 1997 года состоялся официальный визит Президента Азербайджана Гейдара Алиева в США, совершенный по приглашению президента США Билла Клинтона.
В 1998 - 2010 годах основными направлениями отношений между двумя странами были: экономические связи между двумя странами, участие США в транснациональных проектах, осуществляемых Азербайджаном в Каспийском регионе и на Южном Кавказе. США сыграли роль в освоении и добыче углеводородных ресурсов Каспийского моря посредством своих компаний, прокладке экспортного трубопровода Баку-Тбилиси-Джейхан и газопровода Баку-Тбилиси-Эрзурум в целях обеспечения свободного выхода азербайджанских углеводородов на мировой рынок. США совместно с Европейским Союзом участвовали в реализации транспортно-коммуникационного коридора Восток-Запад (ТРАСЕКА).
Основу связей между двумя странами в 2003-2010 годах составили транснациональные стратегические принципы, выдвинутые в Совместном заявлении, подписанном президентами Азербайджана, Турции, Грузии, Казахстана и США в ходе Стамбульского саммита ОБСЕ в 1999 году.
В декабре 2022 года Starlink открыло представительство в Азербайджане.

### Товарооборот (тыс. долл)
| Год  | Экспорт Азербайджана | Импорт Азербайджана | Сумма товарооборота |
| ---- | -------------------- | ------------------- | ------------------- |
| 2020 | 24 935,81            | 635 916,99          | 660 852,8           |
| 2021 | 75 147,26            | 442 411,44          | 517 558,7           |
| 2022 | 90 337,86            | 479 820,95          | 570 158,81          |
| 2023 | 16 011,41            | 888 168,85          | 904 180,26          |
| 2024 | 135 030,86           | 1 617 924,91        | 1 752 955,77        |

## В области образования
На февраль 2022 года 500 азербайджанских студентов обучались в США. В 2023/24 учебном году количество азербайджанских студентов в США составило 1 130 чел.

## В сфере безопасности и обороны
После событий 11 сентября 2001 года Азербайджан и США начали сотрудничество в сфере безопасности и обороны. Азербайджан присоединился к антитеррористическим мерам ООН, тесно сотрудничал с Комитетом ООН по борьбе с терроризмом и Санкционным комитетом по Афганистану. В октябре 2001 года Азербайджан направил свой воинский контингент для оказания помощи международным вооруженным силам по охране безопасности в Афганистане. В октябре того же года Азербайджан присоединился к Конвенции ООН по предотвращению финансирования терроризма.  В мае 2002 года было издано распоряжение о реализации резолюций Генеральной Ассамблеи ООН №№ 1368, 1373, 1377, направленных на борьбу с терроризмом.
19 ноября 2001 года Азербайджан был принят ассоциативным членом в Парламентскую Ассамблею НАТО.
В мае 2003 года Азербайджан принял решение об участии в составе международных коалиционных сил в миротворческих операциях в Ираке.

## В сфере культуры
В 2000 году решением Совета директоров Азербайджано-Американской Палаты для осуществления взаимопонимания и культурного обмена между народами двух стран учреждён Азербайджанский торгово-культурный центр.
Согласно декларации, подписанной мэром Мюриел Баузер, 24 октября 2022 года было объявлено Днём памяти Гусейна Джавида в Вашингтоне. В день 140-летия Гусейна Джавида у здания Торгово-культурного центра Азербайджана состоялось открытие барельефа поэта.
С 27 по 31 марта 2023 года в Вашингтоне проводится Неделя укрепления прав и расширения возможностей сельских женщин Азербайджана.